# Бурундийский франк
Бурундийский франк — национальная валюта Бурунди, равная 100 сантимам.

## История
Франк стал валютой Бурунди в 1919 году, когда по условиям Версальского мирного договора Бельгии отошли территория немецких колоний Руанда-Урунди. Тем самым конголезский франк заменил собой германскую восточноафриканскую рупию. Бурунди использовала валюту Бельгийского Конго вплоть до обретения независимости в 1960 году, после чего ей на смену пришёл франк Руанды и Бурунди. Однако уже в 1964 году правительство Бурунди ввело в обращение бурундийский франк и стала выпускать свою собственную валюту.

## Монеты
В 1965 году Банк Королевства Бурунди выпустил латунные монеты номиналом 1 франк. В 1968 году Банк Республики Бурунди взял под свой контроль выпуск монет и ввёл алюминиевые одно- и пятифранковые монеты, а также медно-никелевые десятифранковые монеты.

## Банкноты
В 1964 году на банкнотах Эмиссионного банка Руанды и Бурунди достоинством в 5, 10, 20, 50, 100, 500 и 1000 франков было надпечатано слово «Бурунди», чтобы ограничить их использование отдельной страной. В 1964 и 1965 году Банком Королевства Бурунди регулярно выпускались такие же купюры.
В 1966 году банкноты номиналом от 20 франков и выше были перепечатаны Банком Республики Бурунди с заменой слова «королевство» на «республика». Начался регулярный выпуск купюр достоинством в 10, 20, 50, 100, 500, 1000 и 5000 франков. Десятифранковая банкнота была заменена монетой в 1968 году. Банкноты достоинством в 2000 франков были введены в 2001 году, 10000 франков — в 2004. На десятитысячной банкноте использована фотография бурундийских школьников, сделанная фотографом Келии Фаджак.

### Банкноты основного обращения
До 2015 года в обороте находились банкноты номиналом 10, 20, 50, 100, 500, 1000, 2000, 5000 и 10 000 различных годов выпуска.
Банкноты старых серий 1968—1976 и 1977—1999 годов выпуска изымались из оборота по мере износа.
| Серия 1993 года | Серия 1993 года   | Серия 1993 года   | Серия 1993 года | Серия 1993 года    | Серия 1993 года                                     | Серия 1993 года           | Серия 1993 года                           |
| Изображение     | Изображение       | Номинал (франков) | Размеры (мм)    | Основные цвета     | Описание                                            | Описание                  | Годы печати                               |
| Лицевая сторона | Оборотная сторона | Номинал (франков) | Размеры (мм)    | Основные цвета     | Лицевая сторона                                     | Оборотная сторона         | Годы печати                               |
| --------------- | ----------------- | ----------------- | --------------- | ------------------ | --------------------------------------------------- | ------------------------- | ----------------------------------------- |
|                 |                   | 10 франков        | 115×61          | зелёный оранжевый  | государственный герб на фоне контурной карты страны | национальный девиз        | 81 83 86 88 89 91 95 97 01 03 05 07       |
|                 |                   | 20 франков        | 130×64          | розовый оранжевый  | ритуальный танец                                    | государственный герб      | 77 79 81 83 86 88 89 91 95 97 01 03 05 07 |
|                 |                   | 50 франков        | 140×67          | коричневый         | мужчина в каноэ                                     | рыбаки, гиппопотам        | 94 99 01 03 05 06 07                      |
|                 |                   | 100 франков       | 150×70          | фиолетовый         | портрет Луи Рвагасоре                               | строительство жилого дома | 93 97 01 04 06 07                         |
|                 |                   | 500 франков       | 160×73          | синий коричневый   | портрет Мельхиора Ндадайе                           | здание Центрального Банка | 95                                        |
|                 |                   | 500 франков       | 160×73          | синий коричневый   | резное произведение искусства                       | здание Центрального Банка | 97 99 03 07                               |
|                 |                   | 1000 франков      | 170×76          | многоцветная       | крупный рогатый скот                                | мемориальный комплекс     | 94 97 00 06                               |
|                 |                   | 2000 франков      | 176×77          | зелёный            | сбор урожая на плантации                            | водный пейзаж             | 01                                        |
|                 |                   | 5000 франков      | 180×80          | зелёный голубой    | государственный герб, здание                        | грузовой морской порт     | 97 99 03 05                               |
|                 |                   | 10 000 франков    | 150×75          | красный фиолетовый | двойной портрет: Луи Рвагасоре и Мельхиора Ндадайе  | ученики на уроке          | 04 06 09 13                               |

### Банкноты 2015 года
29 апреля 2015 года Банк Республики Бурунди выпустил в обращение банкноты нового образца номиналом в 500, 2000, 5000 и 10 000 франков. Было объявлено, что банкноты ранее выпущенных образцов будут находиться в обращении параллельно с новыми банкнотами в течение трёх месяцев, после чего могут быть обменены на новые банкноты только в отделениях Банка Республики Бурунди, срок обмена будет установлен дополнительно. Банкноты в 10, 20 и 50 франков также утратят силу законного платёжного средства по истечении трёх месяцев и более не будут выпускаться. Было также объявлено, что по истечении трёхмесячного периода в обращении будут использоваться:
- монеты в 1, 5, 10 и 50 франков, которые из обращения не изымаются;
- банкноты старого образца в 100 франков, которые со временем будут заменяться новой монетой в 100 франков;
- банкноты старого образца в 1000 франков, которые позже будут заменены новой банкнотой этого номинала;
- банкноты нового образца в 500, 2000, 5000 и 10 000 франков[3].

Впоследствии срок параллельного обращения банкнот нового и старого образца в 500, 2000, 5000 и 10 000 франков был продлён на один месяц. 29 августа 2015 года банкноты старого образца этих номиналов утратили силу законного платёжного средства. С указанной даты они принимаются к обмену только отделениями Банка Республики Бурунди, при обмене банк выплачивает 95 % от предъявленной к обмену суммы.
1 сентября 2015 года была выпущена новая банкнота в 1000 франков. Банкноты ранее выпущенных образцов этого номинала находились в обращении и принимались к обмену на новые без комиссии всеми банками и финансовыми учреждениями в течение 3 месяцев. С 1 декабря 2015 года старые банкноты принимаются к обмену только отделениями Банка Республики Бурунди, срок обмена будет установлен дополнительно, при обмене будет выплачиваться новыми банкнотами 95 % суммы, предъявленной к обмену в старых банкнотах.